# Школьник, Владимир Хаимович
Влади́мир Хаи́мович Шко́льник (род. 1953, Ижевск) ― советский и российский тромбонист, педагог, преподаватель музыкального училища имени Гнесиных (эстрадное отделение), профессор кафедры медных духовых инструментов, заслуженный артист России.

## Биография
В 1973 году окончил Ижевское музыкальное училище (класс заслуженного учителя России С.Л.Калдина).
В 1978 году окончил ГМПИ (ныне – РАМ им.Гнесиных), по классу тромбона заслуженного артиста РФ, профессора К.М.Ладилова.
С 1993 года преподает на кафедре «Музыкальное искусство эстрады», с 2000 года – на кафедре медных духовых и ударных инструментов РАМ им. Гнесиных.
Неоднократно являлся членом жюри всероссийских и международных конкурсов, а также председателем Государственных экзаменационных комиссий.
Проводит мастер-классы в музыкальных учебных заведениях России и за рубежом.
Член жюри ХII Международного детского конкурса-фестиваля славянской музыки «Гармония» (г. Белгород, 19-22 мая 2017г.).
Председатель ГАК в Музыкальном колледже им. А.Н.Скрябина (Московская область, г.Электросталь, 10 июня 2017 г.).
Мастер-класс в Музыкальном колледже им. А.Н.Скрябина (Московская область г.Электросталь 10 июня 2017 г.).
Концертная деятельность:
1977-1982 – Артист эстрадного оркестра под управлением О.Лундстрема
1982-1985 – артист Симфонического оркестра Министерства культуры СССР под управлением Г.Н.Рождественского
1985-2010 – солист (с 1991 года концертмейстер группы тромбонов) Государственного академического симфонического оркестра СССР п/у Е.Ф.Светланова),
с 2010 года – артист Академического симфонического оркестра Московской государственной филармонии
Выпускники Школьника В.Х. являются артистами ведущих симфонических оркестров страны. Среди них: М. Осипов, Р. Беляев, А. Савчиц, И. Савостьянов, Р. Балхаш и др.

## Записи
В составе оркестров неоднократно исполнял и записывал шедевры мировой музыкальной классики, в том числе: «Болеро» М.Равеля, 3-я симфония Г.Малера, увертюра «Светлый праздник» Н.А.Римского-Корсакова, первое исполнение и запись «Музыкального приношения» Р.Щедрина и др.

## Публикации
Статья в журнале «ДАВ – Мюзик» Духовой академии Воронцова. (к 90 летию К.М.Ладилова.)